# 1998–1999-es magyar női vízilabda-bajnokság
Az 1998–1999-es magyar női vízilabda-bajnokság a tizenhatodik magyar női vízilabda-bajnokság volt. A bajnokságban kilenc csapat indult el (melyek közül egy külföldi volt), a csapatok egy kört játszottak, majd az 1-5. és a 6-9. helyezettek az egymás elleni eredményeiket megtartva egymás közt még hét, illetve nyolc kört. A külföldi csapat helyezése nem számít a bajnokságba.
A Dunaújvárosi VSE visszalépett az 1998.11.28-i, BVSC-TBÉSZ elleni meccs után a játékvezetés miatt (Nemzet Sport 1998.11.30.), ezért eredményeit a rájátszásban törölték.

## Alapszakasz
| #  | Csapat                      | M | Gy | D | V | G+  | G-  | P  |
| -- | --------------------------- | - | -- | - | - | --- | --- | -- |
| 1. | Hungerit-Carnex-Szentesi VK | 8 | 8  | 0 | 0 | 162 | 23  | 16 |
| 2. | Uralocska Zlatouszt         | 8 | 7  | 0 | 1 | 151 | 39  | 14 |
| 3. | BVSC-TBÉSZ                  | 8 | 6  | 0 | 2 | 76  | 53  | 12 |
| 4. | Dunaújvárosi VSE            | 8 | 5  | 0 | 3 | 75  | 74  | 10 |
| 5. | BEAC                        | 8 | 4  | 0 | 4 | 59  | 63  | 8  |
| 6. | Kecskeméti VSC              | 8 | 3  | 0 | 5 | 62  | 71  | 6  |
| 7. | ÚVMK Eger-Egervin           | 8 | 1  | 1 | 6 | 31  | 125 | 3  |
| 8. | OSC                         | 8 | 0  | 2 | 6 | 24  | 128 | 2  |
| 9. | Vasas SC                    | 8 | 0  | 1 | 7 | 31  | 93  | 1  |

* M: Mérkőzés Gy: Győzelem D: Döntetlen V: Vereség G+: Dobott gól G-: Kapott gól P: Pont

## Rájátszás

### 1–3. helyért
| #  | Csapat                      | M  | Gy | D | V  | G+  | G-  | P  |
| -- | --------------------------- | -- | -- | - | -- | --- | --- | -- |
| 1. | Hungerit-Carnex-Szentesi VK | 24 | 24 | 0 | 0  | 318 | 133 | 48 |
|    | Uralocska Zlatouszt         | 24 | 13 | 0 | 11 | 267 | 230 | 26 |
| 2. | BVSC-TBÉSZ                  | 24 | 7  | 0 | 17 | 156 | 256 | 14 |
| 3. | BEAC                        | 24 | 4  | 0 | 20 | 143 | 265 | 8  |

### 4–7. helyért
| #  | Csapat            | M  | Gy | D | V  | G+  | G-  | P  |
| -- | ----------------- | -- | -- | - | -- | --- | --- | -- |
| 4. | Kecskeméti VSC    | 27 | 27 | 0 | 0  | 366 | 95  | 52 |
| 5. | Vasas SC          | 27 | 15 | 2 | 10 | 204 | 143 | 30 |
| 6. | ÚVMK Eger-Egervin | 27 | 5  | 3 | 19 | 138 | 272 | 13 |
| 7. | OSC               | 27 | 3  | 3 | 21 | 85  | 283 | 9  |

* M: Mérkőzés Gy: Győzelem D: Döntetlen V: Vereség G+: Dobott gól G-: Kapott gól P: Pont
A bajnok Szentes játékoskerete: Ábel Krisztina, Drávucz Rita, Győri Eszter, Juhász Banka, Kádár Noémi, Makra Melinda, Molnár Anett, Pengő Ágnes, Rozgonyi Eszter, Sipos Edit, Stieber Mercédesz, Szabó Bernadett, Szremkó Krisztina, Tóth Daniella, Tóth Noémi, Tóth Gabriella, Varga Zita, Vér Adrienn, Waszlavszky Krisztina, edző: Tóth Gyula

## A góllövőlista élmezőnye
|     | Gól | Játékos           | Csapat       |
| --- | --- | ----------------- | ------------ |
| 1.  | 46  | Szremkó Krisztina | Szentes      |
| 2.  | 43  | Stieber Mercédesz | Szentes      |
| 3.  | 42  | Szofija Konuh     | Uralocska    |
| 4.  | 41  | Ábel Krisztina    | Szentes      |
|     | 41  | Natalja Sepelina  | Uralocska    |
| 6.  | 40  | Dancsa Katalin    | BVSC/BEAC    |
| 7.  | 38  | Drávucz Rita      | Szentes/BEAC |
| 8.  | 37  | Tóth Noémi        | Szentes      |
|     | 37  | Tatyjana Petrova  | Uralocska    |
| 10. | 32  | Julija Petrova    | Uralocska    |
| 11. | 30  | Sipos Edit        | Szentes/BEAC |